# 말레이시아-인도네시아 대치
말레이시아–인도네시아 대치 또는 보르네오 대치는 1963년부터 1966년까지 말레이시아의 창설에 인도네시아가 반대함으로써 시작된 분쟁이다. 말레이시아의 창설은 말라야 연방, 싱가포르, 북보르네오 왕령식민지와 사라왁 왕국이 통합되어서 형성된 것으로, 1963년 9월 공식 수립되었다. 1962년 인도네시아의 네덜란드령 뉴기니 합병과 부르나이 혁명으로 인해 말레이시아와 인도네시아의 갈등은 고조되고 있었다. 초기에 인도네시아는 말레이시아에 위치한 지역군을 이용해 공격을 감행했다. 이에 적극적으로 대응하기 위해 1964년 영국을 주축으로 한 영국 연방이 군대를 파견해 인도네시아군과 교전을 벌였다. 수카르노의 독려와 1964년 싱가포르 인종 폭동을 계기로 1964년 8월 17일 인도네시아는 서부 말레이시아로 교전 지역을 확대했으나 성과는 미미했다.. 수하르토가 권력을 잡으면서 분쟁의 규모가 줄어들었고, 1966년 5월 인도네시아와 말레이시아 사이의 평화 협상이 시작되었다. 1966년 8월 11일 인도네시아가 공식적으로 말레이시아를 인정하는 평화조약이 체결되면서 전쟁은 종결되었다.

## 같이 보기
- 브루나이의 역사
- 인도네시아의 역사
- 말레이시아의 역사